# Minsleben

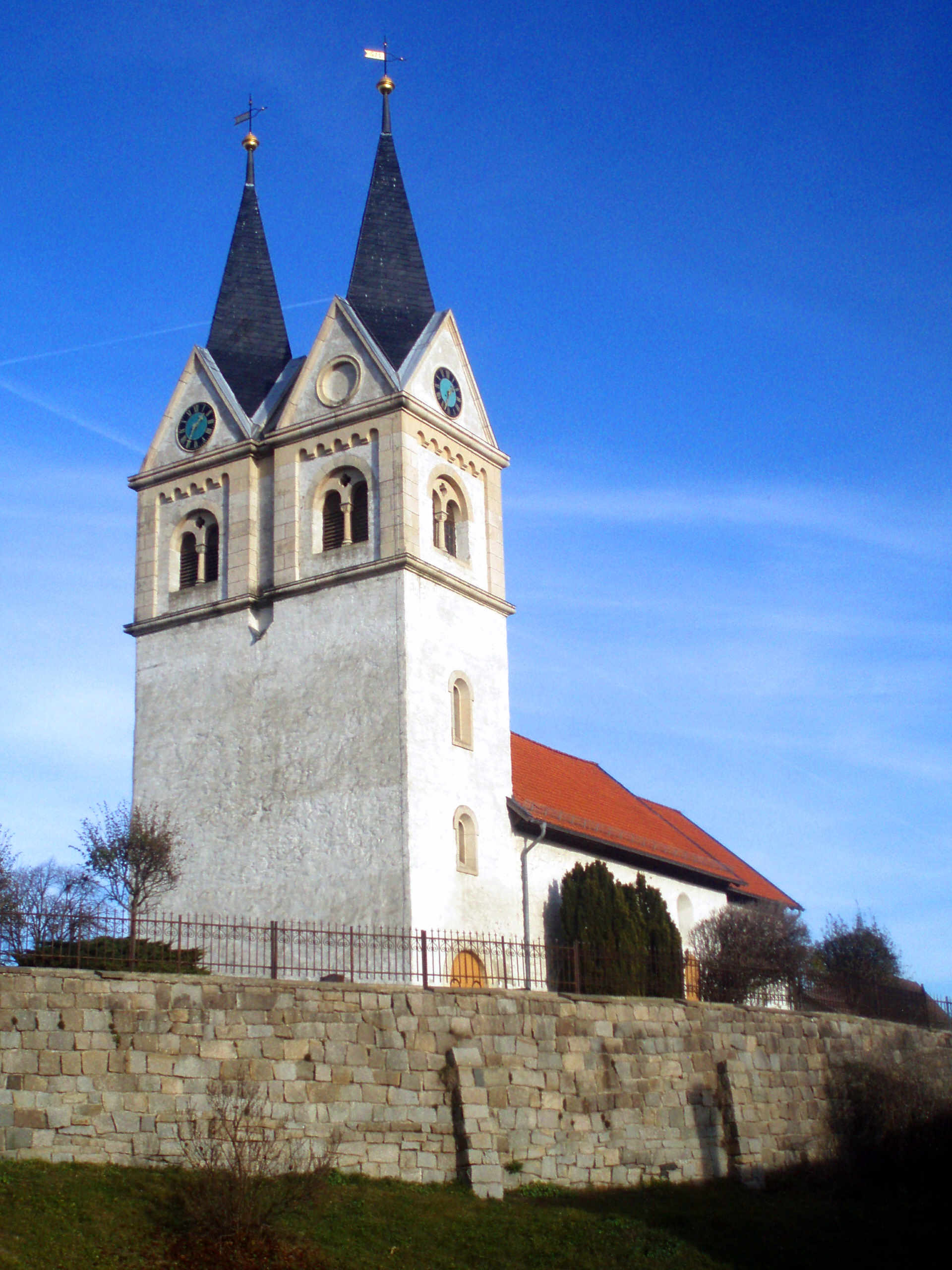
Kirche Minsleben

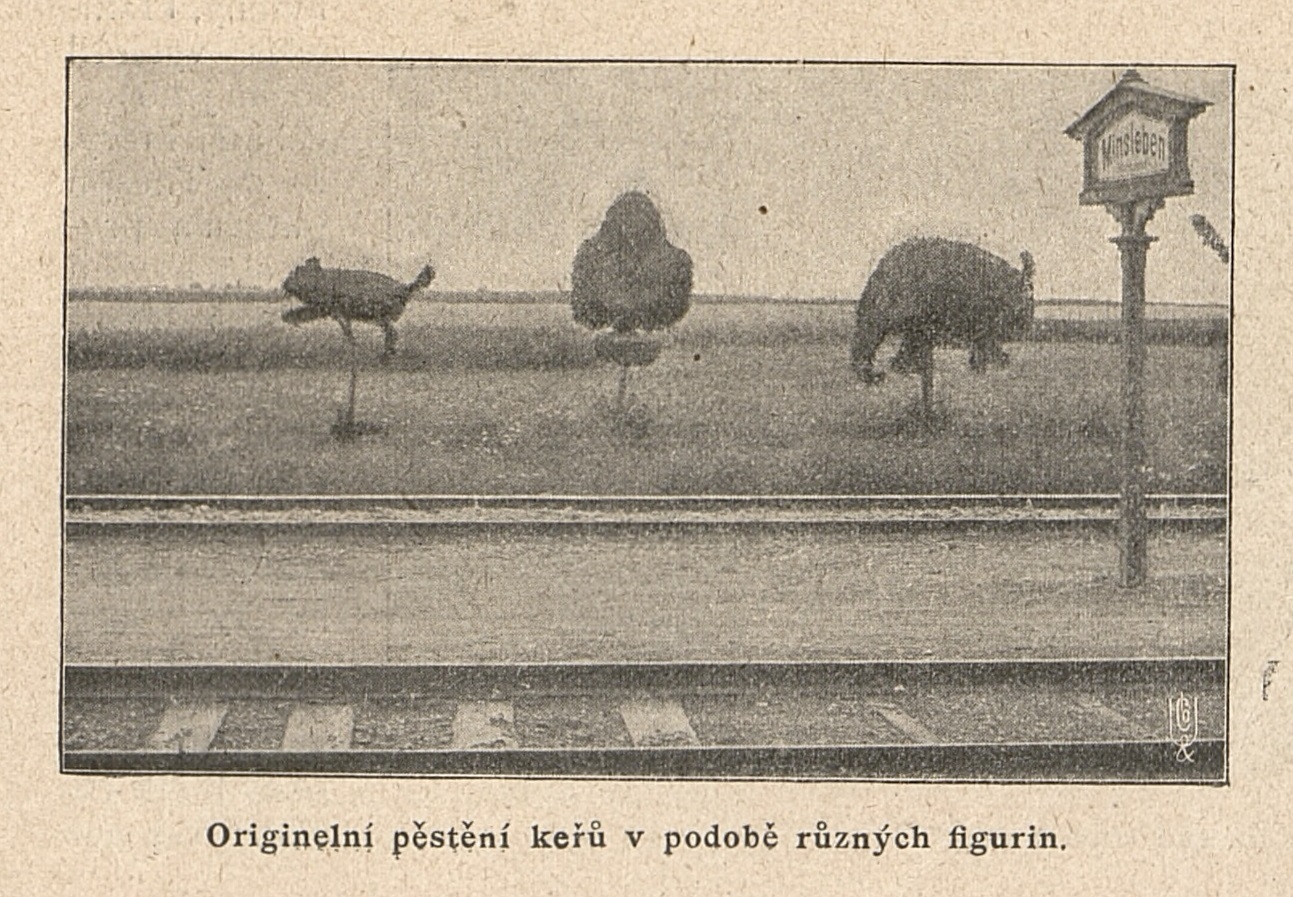
Beschnittene Bäume am Bahnhof im Jahre 1904

Minsleben ist seit dem 1. April 1993 ein Ortsteil der Stadt Wernigerode  in Sachsen-Anhalt.

## Geografische Lage
Minsleben liegt am Nordrand des Harzes in der nach Norden offenen Ebene. Am Ort vorbei fließt die Holtemme. Verbindungsstraßen führen von Minsleben nach Wernigerode, Reddeber, Heudeber und Silstedt. In der Nähe liegt die Hundemühle.

## Geschichte
Der Ort kann auf eine über 1000-jährige Geschichte zurückblicken. Im Ort befand sich ein adeliger Hof, der sich lange Zeit im Besitz der Familie Reiffenstein befand. Das Herrenhaus wird heute teilweise als Wohngebäude genutzt, der dazugehörige Landschaftspark ist öffentlich zugänglich. Auch die Gutsmühle kann an bestimmten Tagen besichtigt werden.
Beginnend ab etwa dem Jahr 1890 hat ein Bahnarbeiter von Minsleben 89 Sträucher und Bäume entlang der Eisenbahnlinie in menschliche und tierische Formen geschnitten. Das wurde  eine Attraktion für die Passagiere und seine Arbeit war auch auf Ansichtskarten und in Zeitschriften verbreitet und dokumentiert.
Von 1936 bis 1970 wurde in der sieben Kilometer Luftlinie entfernt gelegenen Elbingeröder Erzgrube Büchenberg Eisenerz abgebaut und mit einer Luftseilbahn ins Tal nach Minsleben transportiert, wo es auf Bahnwaggons umgeladen wurde.
Am 7. April 1945 griffen zwei amerikanische Jagdbomber auf dem Bahnhof Minsleben zwei Personenzüge und einen Güterzug mit KZ-Häftlingen an. Es gab 32 Todesopfer und zahlreiche Schwerverwundete.

### Bahnverkehr
Der Haltepunkt Minsleben an der Bahnstrecke Heudeber-Danstedt–Bad Harzburg wird seit Oktober 2006 nicht mehr bedient.

## Gedenkstätten und Denkmale

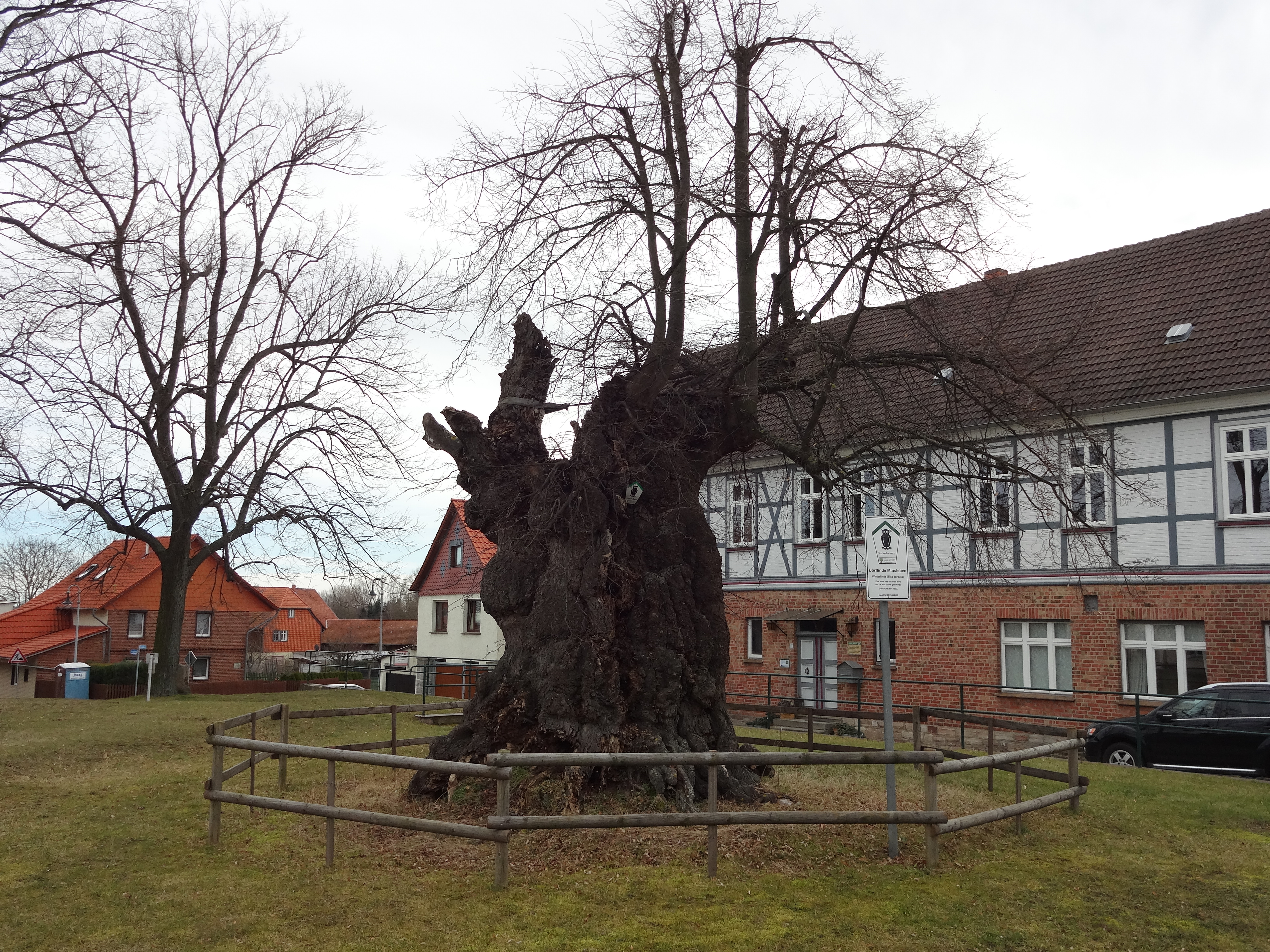
Dorflinde Minsleben (2017)

- Die Dorflinde auf dem Krugberg steht als Naturdenkmal (ND 0026WR) unter Schutz.[5]
- Gedenkstein an den 100. Geburtstag des Kaisers Wilhelm I.
- Gedenkstein für die 32 Todesopfer eines amerikanischen Jagdbomberangriffs auf drei Eisenbahnzüge im Bahnhofsgelände
- Sammelgrabstätte auf dem Ortsfriedhof, in der eine namentlich bekannte Belgierin begraben ist, die während des Zweiten Weltkrieges nach Deutschland verschleppt und ein Opfer von Zwangsarbeit wurde